# Dasypogon tenuis
Dasypogon tenuis là một loài ruồi trong họ Asilidae. Dasypogon tenuis được Macquart miêu tả năm 1838. Loài này phân bố ở vùng Cổ Bắc giới.